# Metodo di Hartree-Fock
Il metodo Hartree-Fock, talvolta abbreviato in HF è un metodo approssimato di fisica computazionale, molto utilizzato anche in chimica (chimica computazionale e chimica teorica) per simulare sistemi quantistici fermionici. Il metodo è stato sviluppato per risolvere il problema elettronico in solidi e molecole, cioè, fissate le posizioni dei nuclei atomici, risolvere l'equazione di Schrödinger per i soli elettroni. In particolare esso permette di trovare un'espressione approssimata per l'energia di stato fondamentale (e le sue derivate) da cui stimare le grandezze fisiche del sistema e (nel caso di sistemi chimici) prevederne le proprietà chimiche. 
Sostanzialmente si tratta di approssimare la funzione di stato fondamentale del sistema con un solo determinante di Slater, definito come la funzione d'onda a elettroni indipendenti che minimizza l'energia totale. Si giunge così a una pseudo-equazione di Schrödinger, in cui il potenziale è funzione delle autofunzioni stesse. Questo fa di Hartree-Fock una teoria di campo medio, in cui ciascun elettrone è indipendente, ma risente di un potenziale esterno generato da tutti gli altri. Per questo il metodo Hartree-Fock rientra in letteratura scientifica tra i  metodi "autocoerenti" (in inglese abbreviato con la sigla SCF, self-consistent field). Fu elaborato in modo indipendente da Douglas Hartree e Vladimir Fock tra la fine del 1920 e i primi anni trenta.
Con esso le caratteristiche molecolari vengono descritte non per mezzo di una modellazione della molecola basata sulla elettrostatica e sulla meccanica classica, ma in termini quantomeccanici risolvendo direttamente l'equazione di Schrödinger per l'oggetto in esame (metodo ab initio), senza ricorrere a semplificazioni dovute a parametri ottenuti sperimentalmente.

## Energia di un determinante di Slater
Se il sistema contiene {\displaystyle N} elettroni e {\displaystyle |\phi _{i}\rangle } (con {\displaystyle i} variabile da {\displaystyle 1} a {\displaystyle N}) sono gli spin-orbitali, l'energia di un determinante di Slater risulta:
{\displaystyle E=V_{NN}+\sum _{i=1}^{N}\langle \phi _{i}|{\hat {h}}|\phi _{i}\rangle +\sum _{i=1}^{N}\sum _{j>i}^{N}(\langle \phi _{i}\phi _{j}|\phi _{i}\phi _{j}\rangle -\langle \phi _{i}\phi _{j}|\phi _{j}\phi _{i}\rangle )}
Dove {\displaystyle V_{NN}} è l'energia nucleare che, nell'ambito dell'approssimazione di Born-Oppenheimer, non dipende dalle coordinate elettroniche; {\displaystyle {\hat {h}}} è l'hamiltoniano monoelettronico, che comprende i contributi dovuti all'energia cinetica degli elettroni e all'energia potenziale di attrazione tra elettroni e nuclei:
{\displaystyle {\hat {h}}=-{\frac {1}{2}}\nabla ^{2}+\sum _{\alpha =1}^{M}{\frac {Z_{\alpha }}{|{\mathbf {R} }_{\alpha }-{\mathbf {r} }|}}}
Dove sono state utilizzate le unità atomiche ed è stato indicato con {\displaystyle M} il numero dei nuclei, con {\displaystyle Z_{\alpha }} la carica del nucleo {\displaystyle \alpha }, la cui posizione è definita dal vettore {\displaystyle {\mathbf {R} }_{\alpha }}. Abbiamo invece utilizzato la notazione 
{\displaystyle \langle \phi _{i}\phi _{j}|\phi _{i}\phi _{j}\rangle } per indicare gli integrali bielettronici, che descrivono l'attrazione tra coppie di elettroni:
{\displaystyle \langle \phi _{i}\phi _{j}|\phi _{k}\phi _{l}\rangle =\int d{\mathbf {r} }d\sigma _{z}\int d{\mathbf {r} }'d\sigma _{z}'\phi _{i}^{*}({\mathbf {r} },\sigma _{z})\phi _{j}^{*}({\mathbf {r} }',\sigma _{z}'){\frac {1}{|{\mathbf {r} }-{\mathbf {r} }'|}}\phi _{k}({\mathbf {r} },\sigma _{z})\phi _{l}({\mathbf {r} }',\sigma _{z})}
dove {\displaystyle \sigma _{z}} e {\displaystyle \sigma _{z}'} sono le coordinate di spin.
Risulta:
{\displaystyle \langle \phi _{i}\phi _{j}|\phi _{k}\phi _{l}\rangle =\langle \phi _{j}\phi _{i}|\phi _{l}\phi _{k}\rangle }
Per questo motivo, nella doppia sommatoria sugli integrali bielettronici si può porre {\displaystyle j\neq i} anziché {\displaystyle j>i} e dividere 
per {\displaystyle 2}. In realtà, poiché se gli indici {\displaystyle i} e {\displaystyle j} sono uguali il primo integrale è esattamente cancellato dal secondo, si può quindi togliere anche quest'ultima condizione e scrivere: 
{\displaystyle E=V_{NN}+\sum _{i=1}^{N}\langle \phi _{i}|{\hat {h}}|\phi _{i}\rangle +{\frac {1}{2}}\sum _{i=1}^{N}\sum _{j=1}^{N}(\langle \phi _{i}\phi _{j}|\phi _{i}\phi _{j}\rangle -\langle \phi _{i}\phi _{j}|\phi _{j}\phi _{i}\rangle )}
È possibile osservare come una trasformazione unitaria che combina gli spin-orbitali da {\displaystyle 1} a {\displaystyle N} tra di loro lascia inalterata l'energia. 
Infatti, se definiamo una nuova base di spin-orbitali {\displaystyle \{|\phi _{i}'\rangle \}} nel modo seguente:
{\displaystyle |\phi _{i}'\rangle =\sum _{j=1}^{N}{\mathbb {T} }_{ij}|\phi _{j}\rangle }
dove risulta:
{\displaystyle {\mathbb {T} }^{-1}={\mathbb {T} }^{\dagger }}
L'energia di un determinante di Slater ottenuto con questa base trasformata, che indichiamo con {\displaystyle E'}, sarà:
{\displaystyle E'=V_{NN}+\sum _{p=1}^{N}\sum _{q=1}^{N}[\langle \phi _{p}|{\hat {h}}|\phi _{q}\rangle \sum _{i=1}^{N}{\mathbb {T} }_{ip}^{*}{\mathbb {T} }_{iq}]+{\frac {1}{2}}\sum _{p=1}^{N}\sum _{q=1}^{N}\sum _{r=1}^{N}\sum _{s=1}^{N}[\langle \phi _{p}\phi _{q}|\phi _{r}\phi _{s}\rangle \sum _{i=1}^{N}\sum _{j=1}^{N}{\mathbb {T} }_{ip}^{*}{\mathbb {T} }_{jq}^{*}({\mathbb {T} }_{ir}{\mathbb {T} }_{js}-{\mathbb {T} }_{jr}{\mathbb {T} }_{is})]=}
{\displaystyle =V_{NN}+\sum _{p=1}^{N}\sum _{q=1}^{N}\langle \phi _{p}|{\hat {h}}|\phi _{q}\rangle ({\mathbb {T} }^{\dagger }{\mathbb {T} })_{pq}+{\frac {1}{2}}\sum _{p=1}^{N}\sum _{q=1}^{N}\sum _{r=1}^{N}\sum _{s=1}^{N}\langle \phi _{p}\phi _{q}|\phi _{r}\phi _{s}\rangle [({\mathbb {T} }^{\dagger }{\mathbb {T} })_{pr}({\mathbb {T} }^{\dagger }{\mathbb {T} })_{qs}-({\mathbb {T} }^{\dagger }{\mathbb {T} })_{ps}({\mathbb {T} }^{\dagger }{\mathbb {T} })_{qr}]}
Poiché risulta:
{\displaystyle {\mathbb {T} }^{\dagger }{\mathbb {T} }={\mathbb {T} }^{-1}{\mathbb {T} }={\mathbb {I} }}
dove {\displaystyle {\mathbb {I} }} è la matrice identica, si ottiene:
{\displaystyle E'=V_{NN}+\sum _{p=1}^{N}\sum _{q=1}^{N}\langle \phi _{p}|{\hat {h}}|\phi _{q}\rangle \delta _{pq}+{\frac {1}{2}}\sum _{p=1}^{N}\sum _{q=1}^{N}\sum _{r=1}^{N}\sum _{s=1}^{N}\langle \phi _{p}\phi _{q}|\phi _{r}\phi _{s}\rangle (\delta _{pr}\delta _{qs}-\delta _{ps}\delta _{qr})=}
{\displaystyle =V_{NN}+\sum _{p=1}^{N}\langle \phi _{p}|{\hat {h}}|\phi _{p}\rangle +{\frac {1}{2}}\sum _{p=1}^{N}\sum _{q=1}^{N}(\langle \phi _{p}\phi _{q}|\phi _{p}\phi _{q}\rangle -\langle \phi _{p}\phi _{q}|\phi _{q}\phi _{p}\rangle )}
Come si può osservare, la trasformazione non ha effetto sul valore di aspettazione dell'energia.

## Equazione di Fock
Il metodo di Hartree-Fock consiste nel trovare la base di spin-orbitali {\displaystyle \{\phi _{i}\}} tale che il determinante di Slater costruito con tale base abbia la minima energia, in accordo con il principio variazionale della meccanica quantistica. L'energia {\displaystyle E}, pertanto, deve essere stazionaria rispetto a variazioni infinitesime delle funzioni d'onda {\displaystyle \{\phi _{i}\}}, con il vincolo che gli spin-orbitali siano ortonormali tra di loro. Si tratta pertanto di un problema di ottimizzazione vincolata, che può essere risolto con il metodo dei moltiplicatori indeterminati di Lagrange. Se {\displaystyle E[\phi _{1},\ldots ,\phi _{N}]} è il funzionale che dobbiamo minimizzare, con il vincolo seguente:
{\displaystyle \langle \phi _{i}|\phi _{j}\rangle =\delta _{ij}}
Possiamo definire il funzionale lagrangiano {\displaystyle L[\phi _{1},\ldots ,\phi _{N}]} nel modo seguente:
{\displaystyle L=E-\sum _{i=1}^{N}\sum _{j=1}^{N}\lambda _{ij}(\langle \phi _{i}|\phi _{j}\rangle -\delta _{ij})}
Gli spin-orbitali devono pertanto soddisfare l'equazione:
{\displaystyle {\frac {\delta L}{\delta \phi _{k}}}=0~\forall ~k=1,\ldots ,N}
Dove risulta:
{\displaystyle \delta L=\sum _{i=1}^{N}(\langle \delta \phi _{i}|{\hat {h}}|\phi _{i}\rangle +\langle \phi _{i}|{\hat {h}}|\delta \phi _{i}\rangle )+{\frac {1}{2}}\sum _{i=1}^{N}\sum _{j=1}^{N}(\langle \delta \phi _{i}\phi _{j}|\phi _{i}\phi _{j}\rangle +\langle \phi _{i}\delta \phi _{j}|\phi _{i}\phi _{j}\rangle +\langle \phi _{i}\phi _{j}|\delta \phi _{i}\phi _{j}\rangle +\langle \phi _{i}\phi _{j}|\phi _{i}\delta \phi _{j}\rangle -\langle \delta \phi _{i}\phi _{j}|\phi _{j}\phi _{i}\rangle -\langle \phi _{i}\delta \phi _{j}|\phi _{j}\phi _{i}\rangle -\langle \phi _{i}\phi _{j}|\delta \phi _{j}\phi _{i}\rangle -\langle \phi _{i}\phi _{j}|\phi _{j}\delta \phi _{i}\rangle )-\sum _{i=1}^{N}\sum _{j=1}^{N}\lambda _{ij}(\langle \delta \phi _{i}|\phi _{j}\rangle +\langle \phi _{i}|\delta \phi _{j}\rangle )}
In questa espressione notiamo che {\displaystyle L} è esprimibile come la somma di due contributi, di cui l'uno è il complesso coniugato dell'altro. Per cui se la derivata funzionale rispetto a una funzione {\displaystyle \phi _{k}} di uno di questi due termini è zero, lo sarà anche dell'altro, e l'equazione di Lagrange diventa:
{\displaystyle {\frac {\delta }{\delta \phi _{k}}}[\langle \delta \phi _{k}|{\hat {h}}|\phi _{k}\rangle +{\frac {1}{2}}\sum _{j=1}^{N}(\langle \delta \phi _{k}\phi _{j}|\phi _{k}\phi _{j}\rangle +\langle \phi _{j}\delta \phi _{k}|\phi _{j}\phi _{k}\rangle -\langle \delta \phi _{k}\phi _{j}|\phi _{j}\phi _{k}\rangle -\langle \phi _{j}\delta \phi _{k}|\phi _{k}\phi _{j}\rangle )-\sum _{j=1}^{N}\lambda _{kj}\langle \delta \phi _{k}|\phi _{j}\rangle ]=0}
Sfruttando le proprietà degli integrali bielettronici otteniamo:
{\displaystyle {\frac {\delta }{\delta \phi _{k}}}[\langle \delta \phi _{k}|{\hat {h}}|\phi _{k}\rangle +\sum _{j=1}^{N}(\langle \delta \phi _{k}\phi _{j}|\phi _{k}\phi _{j}\rangle -\langle \delta \phi _{k}\phi _{j}|\phi _{j}\phi _{k}\rangle -\sum _{j=1}^{N}\lambda _{kj}\langle \delta \phi _{k}|\phi _{j}\rangle ]=0}
Introducendo l'operatore coulombiano {\displaystyle {\hat {J}}_{j}} e l'operatore di scambio {\displaystyle {\hat {K}}_{j}}:
{\displaystyle {\hat {J}}_{j}\chi ({\mathbf {r} },\sigma _{z})=\int d{\mathbf {r} }'d\sigma _{z}'\phi _{j}^{*}({\mathbf {r} }',\sigma _{z}'){\frac {1}{|{\mathbf {r} }-{\mathbf {r} }'|}}\phi _{j}({\mathbf {r} }',\sigma _{z}')\chi ({\mathbf {r} },\sigma _{z})}
{\displaystyle {\hat {K}}_{j}\chi ({\mathbf {r} },\sigma _{z})=\int d{\mathbf {r} }'d\sigma _{z}'\phi _{j}^{*}({\mathbf {r} }',\sigma _{z}'){\frac {1}{|{\mathbf {r} }-{\mathbf {r} }'|}}\chi ({\mathbf {r} }',\sigma _{z}')\phi _{j}({\mathbf {r} },\sigma _{z})}
Per cui:
{\displaystyle {\frac {\delta }{\delta \phi _{k}}}[\langle \delta \phi _{k}|{\hat {h}}|\phi _{k}\rangle +\sum _{j=1}^{N}({\hat {J}}_{j}-{\hat {K}}_{j})|\phi _{k}\rangle -\sum _{j=1}^{N}\lambda _{kj}\langle \delta \phi _{k}|\phi _{j}\rangle ]=0}
Ponendo:
{\displaystyle {\hat {J}}=\sum _{j=1}^{N}{\hat {J}}_{j}}
{\displaystyle {\hat {K}}=\sum _{j=1}^{N}{\hat {K}}_{j}}
{\displaystyle {\hat {f}}={\hat {h}}+{\hat {J}}-{\hat {K}}}
dove {\displaystyle {\hat {f}}} è l'operatore di Fock, si ottiene:
{\displaystyle {\hat {f}}|\phi _{k}\rangle =\sum _{j=1}^{N}\lambda _{kj}|\phi _{j}\rangle }
La matrice {\displaystyle \lambda } dei moltiplicatori di Lagrange è hermitiana, e perciò può essere diagonalizzata da una trasformazione unitaria tra gli spin-orbitali con indice da {\displaystyle 1} a {\displaystyle k}. Poiché una tale trasformazione non ha effetto sull'energia, se indichiamo con {\displaystyle |\phi _{k}^{C}\rangle } la nuova base così ottenuta, si ottiene:
{\displaystyle {\hat {f}}|\phi _{k}^{C}\rangle =\varepsilon _{k}|\phi _{k}^{C}\rangle }
Dove gli spin-orbitali {\displaystyle |\phi _{k}^{C}\rangle } sono detti spin-orbitali canonici, mentre {\displaystyle \varepsilon _{k}} sono le loro energie. Questa equazione agli autovalori è nota come equazione di Fock; si osservi che gli operatori {\displaystyle {\hat {J}}} e {\displaystyle {\hat {K}}}, e quindi {\displaystyle {\hat {f}}}, dipendono dalla base di orbitali che vogliamo determinare, perciò il sistema viene risolto in modo iterativo: si parte da una base di spin-orbitali di prova, si costruisce l'operatore di Fock e si determinano autovalori e autofunzioni, tramite le quali si costruisce un nuovo operatore di Fock e così via. L'intero procedimento viene ripetuto fino ad arrivare alla convergenza (metodo iterativo) cioè fino a ottenere un risultato autocoerente, ed è definito procedimento del campo autocoerente di Hartree-Fock (Self Consistent Field, SCF).
Il metodo di Hartree-Fock è il più vecchio dei metodi di calcolo ab initio, e anche il più facile da un punto di vista computazionale. Esso è in grado di calcolare il {\displaystyle 98\%} circa dell'energia di una molecola, ma il problema è che le energie coinvolte nelle reazioni chimiche equivalgono spesso a meno dell'{\displaystyle 1\%} dell'energia totale, per cui in molti casi il metodo HF è inadeguato per un calcolo affidabile di proprietà molecolari di interesse; è comunque usato come riferimento per calcoli più accurati. In pratica esso suppone che gli elettroni siano delocalizzati in "nubi" nello spazio, e che l'energia sia data dall'interazione del campo creato da queste nubi elettroniche tra loro e con i nuclei, per cui la funzione d'onda totale risulta esprimibile come un prodotto di funzioni monoelettroniche a cui viene però imposto il requisito di antisimmetria, per cui si ottiene un determinante di Slater. Si osservi che la funzione d'onda ottenuta con il metodo HF non è un'autofunzione di {\displaystyle {\hat {H}}}, e l'energia totale non è una somma delle energie degli orbitali, ma si ha:
{\displaystyle E=\sum _{k=1}^{N}\varepsilon _{k}-{\frac {1}{2}}\sum _{k=1}^{N}\langle \phi _{k}|({\hat {J}}-{\hat {K}})|\phi _{k}\rangle }
La metodica Hartree-Fock descritta è quella generale valida per sistemi atomici o molecolari in cui tutti gli orbitali sono occupati da due elettroni appaiati (closed-shell). I sistemi che contengono elettroni spaiati, possono essere studiati ricorrendo a due metodiche che rappresentano delle varianti della Hartree-Fock: queste sono l'Hartree-Fock Open-Shell ristretto (ROHF), in cui la matrice di Fock non è unica e per canonicalizzazione si ottengono differenti orbitali di differente energia ma con medesime funzione d'onda ed energia totali, e l'Hartree-Fock non ristretto (UHF) che piuttosto che utilizzare un singolo orbitale nel determinante di Slater, ne utilizza differenti per ogni differente spin elettronico.

## Limiti
Il metodo di Hartee-Fock è basato su un principio variazionale sull'energia. Questo implica che l'errore compiuto sulla stima dell'energia è quadratico, mentre è lineare nella funzione d'onda. Il risultato è che tutte grandezze stimate dalla funzione d'onda, come la struttura a bande di un solido, sono mal riprodotte dalla teoria.

L'uso del singolo determinante di Slater, sebbene semplifichi l'approccio computazionale e mantenga una visione di elettroni indipendenti, tiene conto solo delle correlazioni elettroniche dovute al principio di esclusione di Pauli, trascurando gli effetti dell'interazione coulombiana, per cui risulta correlato solo il moto di elettroni aventi spin parallelo. La probabilità di trovare due elettroni con spin antiparallelo in un punto dello spazio risulta in tal modo uguale al prodotto delle probabilità dei singoli elettroni di trovarsi in quel punto (probabilità di due eventi indipendenti), giungendo dunque alla situazione paradossale di ottenere una probabilità non nulla di trovare i due elettroni con spin antiparallelo nel medesimo punto dello spazio.
Questo rende Hartree-Fock un metodo in grado di stimare con molta più accuratezza sistemi magnetici che non sistemi diamagnetici. Per via della natura variazionale, Hartree-Fock trova spesso per i sistemi magnetici un'energia più bassa (per via della migliore stima energetica) prevedendo stati magnetici anche in materiali che non mostrano sperimentalmente tali proprietà, rendendolo poco affidabile nel predire questa transizione di fase.